# کشتی مین‌جمع‌کن کلاس یارکو
کشتی مین‌جمع‌کن کلاس یارکو (به انگلیسی: Yurka-class minesweeper) یک کلاس از کشتی است که طول آن 52 meters می‌باشد.